# Mawrikij Slepniow
Mawrikij Trofimowicz Slepniow (ros. Маври́кий Трофи́мович Слепнёв, ur. 15 czerwca?/27 czerwca 1896 we wsi Jamskowicy (obecnie w obwodzie leningradzkim), zm. 19 grudnia 1965 w Moskwie) – radziecki lotnik wojskowy, pułkownik lotnictwa, Bohater Związku Radzieckiego (1934).

## Życiorys
Uczył się w szkole handlowej, pracował w fabryce, od 1914 służył w rosyjskiej armii, w 1915 skończył szkołę podoficerską, uczestniczył w I wojnie światowej. W 1917 ukończył szkołę lotniczą, w 1917 jako dowódca oddziału Czerwonej Gwardii brał udział w rewolucji październikowej w Piotrogrodzie, w lutym 1918 wstąpił ochotniczo do Armii Czerwonej, od września 1918 do lutego 1919 dowodził oddziałem, w 1919 skończył kursy przy Akademii Wojskowo-Inżynieryjnej Armii Czerwonej. Od października 1919 brał udział w wojnie domowej. W 1923 ukończył Moskiewską Wyższą Wojskową Szkołę Lotników i został lotnikiem-instruktorem, od 1925 był pilotem w Cywilnej Flocie Powietrznej ZSRR, w 1933 został inżynierem-pilotem w zarządzie lotniczym Gławsiewmorputi w Moskwie. Brał udział w ratowaniu tonących pasażerów statku „Czeluskin” po katastrofie w lutym 1934; wraz z Uszakowem i Lewoniewskim został skierowany do USA w celu zakupu samolotów do ratowania ofiar katastrofy. Wykonując jeden lot, zabrał na ląd 5 tonących osób. W latach 1934–1935 dowodził oddziałem lotniczym Instytutu Naukowo-Badawczego Cywilnej Floty Powietrznej ZSRR, w latach 1939-1940 był komendantem Akademii tej floty, w 1941 ukończył kursy przy Wojskowej Akademii Sztabu Generalnego Armii Czerwonej. W 1936 został pułkownikiem. Od sierpnia 1941 brał udział w wojnie z Niemcami jako zastępca dowódcy 63 Brygady Lotniczej Sił Wojskowo-Powietrznych Floty Czarnomorskiej, od stycznia 1942 służył w radzieckiej Marynarce Wojennej, w 1946 zakończył służbę wojskową. Później zajmował się działalnością literacką. 
Został pochowany na Cmentarzu Nowodziewiczym. Jego imieniem nazwano ulicę w Moskwie.

## Odznaczenia
- Złota Gwiazda Bohatera Związku Radzieckiego (20 kwietnia 1934)
- Order Lenina (dwukrotnie - 20 kwietnia 1934 i 21 lutego 1945)
- Order Czerwonego Sztandaru (3 listopada 1944)
- Order Czerwonego Półksiężyca Tadżyckiej SRR
- Medal „Za obronę Odessy”
- Medal „Za obronę Sewastopola”

I inne.